# 안화차오역
안화차오역(중국어: 安华桥站)은 중국 베이징시 차오양구 안전 가도·시청구 더성 가도 경계의 북3환중로·베이천로·구러우 외대가 교차로 안화교 아래에 위치한 베이징 지하철 8호선과 12호선의 지하철 환승역으로, 8호선의 2기 역으로 2012년 6월 본공사를 마치고, 동년 12월 30일에 개통하였다. 12호선은 2024년 12월 15일에 개통하였다.

## 위치
안화차오역은 안화교(安华桥) 지역에 위치하며, 즉 북3환중로(北三环中路, 3환로, 동서 방향)와 베이천로(北辰路) - 구러우 외대가(鼓楼外大街, 베이중저우로, 남북 방향)의 교차로 지점에 남북 방향으로 배치되었다. 역의 본체는 안화교 서쪽에 바짝 붙어 있다. 역사는 안화교 서쪽에 가까운 곳에 있고, 12호선의 역은 기존 8호선 역의 동쪽에 위치한다.

## 역 구조
8호선 안화차오역(Anhuaqiao Station)은 양쪽 끝이 섬 승강장이고 중간 구간이 제3순환도로 아래로 이어지는 분리된 섬 승강장이 있는 지하철 역이다. 역 프로젝트는 총 길이 227미터, 총 건축 면적 18,000제곱미터[3]이며 입구와 출구가 5개 있습니다. 역 천장의 컬러 조명 스트립은 하늘색입니다[2]. 12호선 안화교역은 8호선 역 동쪽에 위치하며, 지하 3층, 3경간 섬형역으로, 승강장 폭 14m, 역 전체 길이 230.4m이다. 유효승강장 중앙의 바닥깊이는 약 33.19미터로 기존 8호선과 동일하다. 8호선 사이에는 3개의 환승채널과 2개의 환승홀[4]이 있고, 2개의 신규출입구(F, G)가 공유된다. 8호선 C, D 입구.
8호선 안화차오역은 지하역이며, 양쪽 끝은 섬식 승강장, 3순환로를 통과하는 중간 부분은 분리식 섬식 승강장이다. 총 연장은 227m, 총 건축 면적은 1만8000㎡에 8개의 출구를 두고 있다. 역 천장의 전구 채색은 하늘색이다. 12호선 안화차오역은 8호선 역 동쪽에 위치하며, 지하 3층, 3경간 섬식 승강장의 구조로, 승강장 폭 14m, 역 전체 길이 230.4m이다. 유효 승강장 중앙의 바닥 깊이는 약 33.19m로 기존 8호선과 동일하다. 8호선 사이에는 3개의 환승 채널과 2개의 환승 통로가 있고, 2개의 신규 출입구(F, G)가 8호선 C, D 출입구와 공유된다.

### 층별 구조
| 지면     | 거리                                | 출구                                  |  |
| 지하 1층 | 대합실                              | 고객 센터, 자동 발매기, 개집표기      |  |
| 지하 2층 |                                     | ← ■ 8호선 주신좡 방면(베이투청)       |  |
| 지하 2층 | 섬식 승강장, 왼쪽 출입문이 열림     |                                       |  |
| 지하 2층 | → ■ 8호선 잉하이 방면(안더리베이제) |                                       |  |
| 지하 3층 |                                     | ← ■ 12호선 쓰지칭차오 방면 (마뎬차오) |  |
| 지하 3층 | 섬식 승강장, 왼쪽 출입문이 열림     |                                       |  |
| 지하 3층 | → ■ 12호선 둥바베이 방면 (안전차오) |                                       |  |

## 출입구
안화차오역에는 총 7개의 출입구가 있으며, 그 중 입구 C와 D는 두 노선이 공유한다.
2024년 12월 17일 현재 C출입구는 여전히 폐쇄되어 운영을 재개하지 않았다.

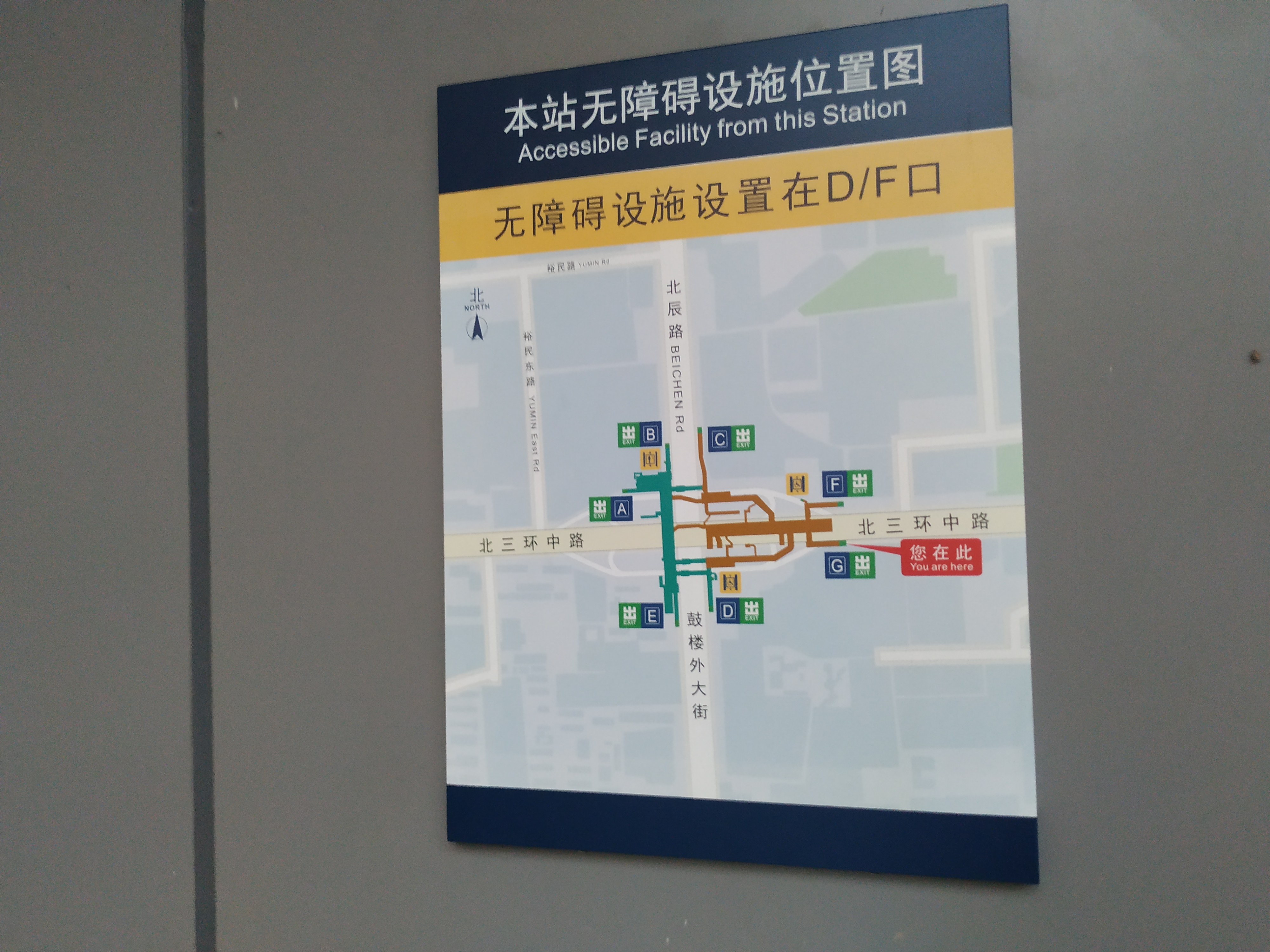
안화차오역 출입구 개략도

|          |                           |
|          |                           |
| 출구     | 출구 인근                 |
| 出口 · A | 북3환중로(北三环中路)     |
| 出口 · B | 베이천로(北辰路)          |
| 出口 · C | 베이천로                  |
| 出口 · D | 구러우 외대가(鼓楼外大街) |
| 出口 · E | 구러우 외대가             |
| 出口 · F | 북3환중로                 |
| 出口 · G | 북3환중로                 |

## 역사
8호선 안화차오역은 2010년에 착공하여 8호선 2단계 남부 구간(베이투청 - 구러우다제, 안데리베이역 제외)과 함께 2012년 12월 30일 개통하였다.
12호선 안화차오역 건설은 2018년에 시작되었다.
2024년 8월 10일부터 12호선 재건축 사업의 필요성으로 인해 이 역의 C출입구는 재건축을 위해 폐쇄되었다. 2024년 12월 17일 현재 C출입구는 여전히 폐쇄되어 운영을 재개하지 않았다.
12호선 안화차오역은 2024년 12월 15일 개통하였다.

## 사고
2019년 4월 19일 15시경, 베이징 지하철 12호선 토목공사 09구간 안화차오역에서 붕괴가 발생해 근로자 1명이 사망했다.

## 같이 보기
1. ↑  “地铁8号线二期规划方案公告”. 北京市规划委员会. 2009년 10월 14일. 2010년 12월 27일에 원본 문서에서 보존된 문서. 2011년 12월 5일에 확인함.
2. 1 2  涂露芳 (2012년 6월 19일). “回龙观乘地铁将可直达鼓楼”. 2013년 10월 14일에 원본 문서에서 보존된 문서. 2012년 6월 19일에 확인함.
3. ↑  涂露芳 (2012년 6월 16일). “8号线南段最大暗挖站主体完工”. 2012년 6월 16일에 확인함.
4. ↑  “地铁12号线09标安华桥站防水工程专业分包招标公告”. 中铁七局西安铁路工程有限公司. 2019년 4월 12일. 2022년 4월 10일에 원본 문서에서 보존된 문서. 2021년 10월 25일에 확인함.
5. ↑  “四成区间减震 避让鼓楼50米”. 《北京日報》. 2010년 5월 6일. 2024년 8월 9일에 원본 문서에서 보존된 문서. 2024년 8월 9일에 확인함.
6. ↑  “地铁12号线预计2020年通车 朝阳标段安华桥、安贞桥、酒仙桥等站已全面开工”. 《朝阳报》. 2018년 4월 3일. 2024년 8월 9일에 원본 문서에서 보존된 문서. 2024년 8월 9일에 확인함.
7. ↑  “北京8号线安华桥站C出入口将临时封闭”. 北京广播电视台. 2024년 8월 9일. 2024년 8월 9일에 원본 문서에서 보존된 문서. 2024년 8월 9일에 확인함.
8. ↑  孙宏阳; 李博 (2024년 12월 12일). “官宣！本周日北京新开3条（段）地铁线，朝阳站枢纽同步开通”. 北京日报客户端. 2024년 12월 12일에 확인함.
9. ↑  “中铁七局集团有限公司“4.19”非生产安全事故调查报告” (PDF). 2024년 10월 2일에 원본 문서 (PDF)에서 보존된 문서. 2024년 12월 21일에 확인함.
10. ↑  “中铁七局集团有限公司“4.19”非生产安全事故调查报告”. 2019년 7월 10일.